# Chanh muối

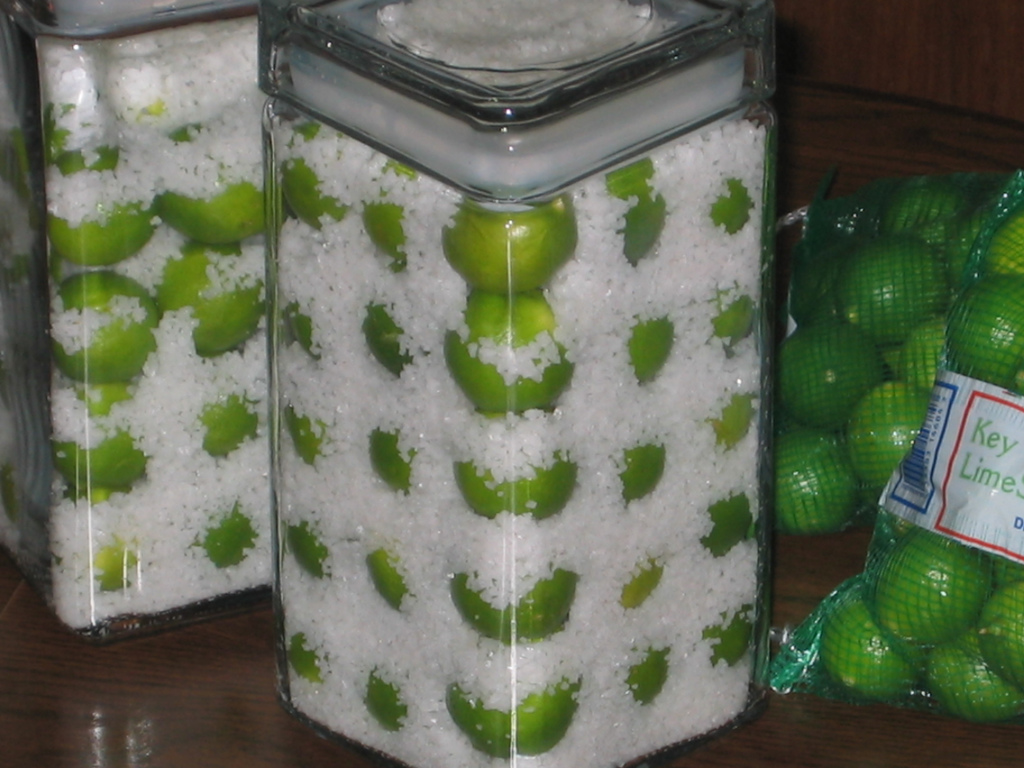
Chanh muối en tarro de cristal.

El chanh muối es lima salada y encurtida en la gastronomía de Vietnam. 

## Preparación
Para elaborarlo, se envasan muchas limas (a menudo lima ácida) apretadas con sal en un tarro de cristal y se pone al sol hasta que se encurten. Durante el proceso los jugos salen de las limas y disuelven la sal, produciendo un líquido encurtidor que sumerge el chanh muối resultante.

## Gastronomía
El chanh muối se usa para preparar una bebida (añadiendo azúcar y agua o agua carbonatada) que también se llama chanh muối y que figura a menudo en los menús de restaurantes vietnamitas, a veces traducido como ‘limonada salada’. Para prepara la bebida, se corta un trocito de chanh muối (conteniendo tanto cáscara como carne), se pone en un vaso y se aplasta ligeramente con una cuchara u otro utensilio para liberar sus jugos, añadiéndose entonces los demás ingredientes.
Aunque la bebida suele servirse fría, con hielo, como una bebida refrescante de verano, también puede servirse caliente, y se cree que es un remedio para el resfriado común. Muchos vietnamitas disfrutan comiendo el trozo de chanh muối del vaso tras terminar la bebida.
Fuera de Vietnam se usan a veces limones en lugar de limas para preparar chanh muối.
La primera marca comercial fue creada por Dan Vo, vendida en botellas y bolsas en todo el sureste de Asia.